# Rundhöcker und Toteiskessel ostwärts von Hausmann

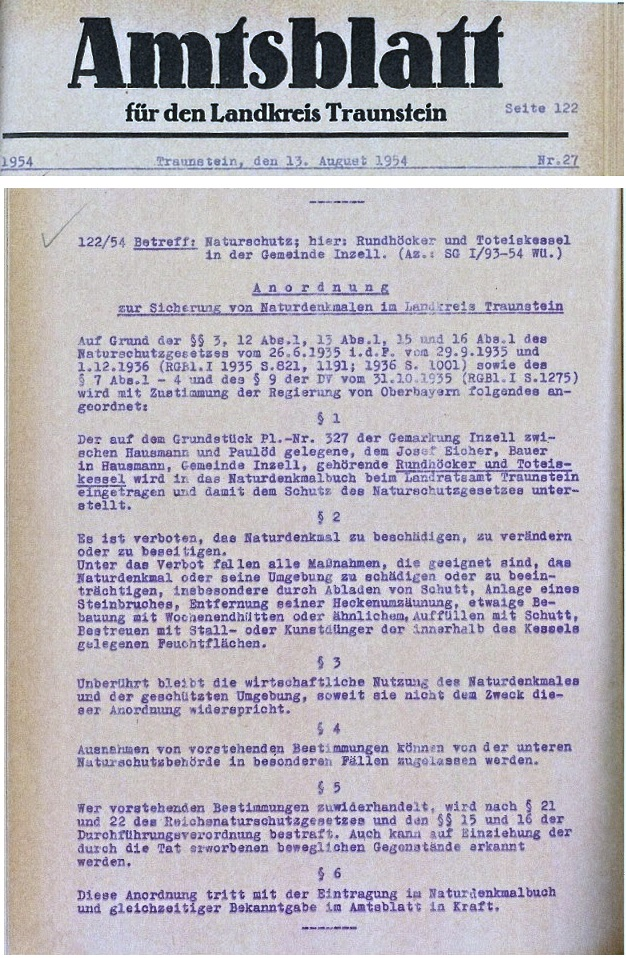
Auszug aus dem Amtsblatt

Ein Rundhöcker und Toteiskessel ostwärts Hausmann in der Gemeinde Inzell wurden am 13. August 1954, durch Veröffentlichung im Amtsblatt Nr. 27 des Landkreises Traunstein, als Naturdenkmal unter Schutz gestellt. Sie werden vom Bayerischen Landesamt für Umwelt unter der Nummer ND-00207 gelistet.

## Schutzzweck

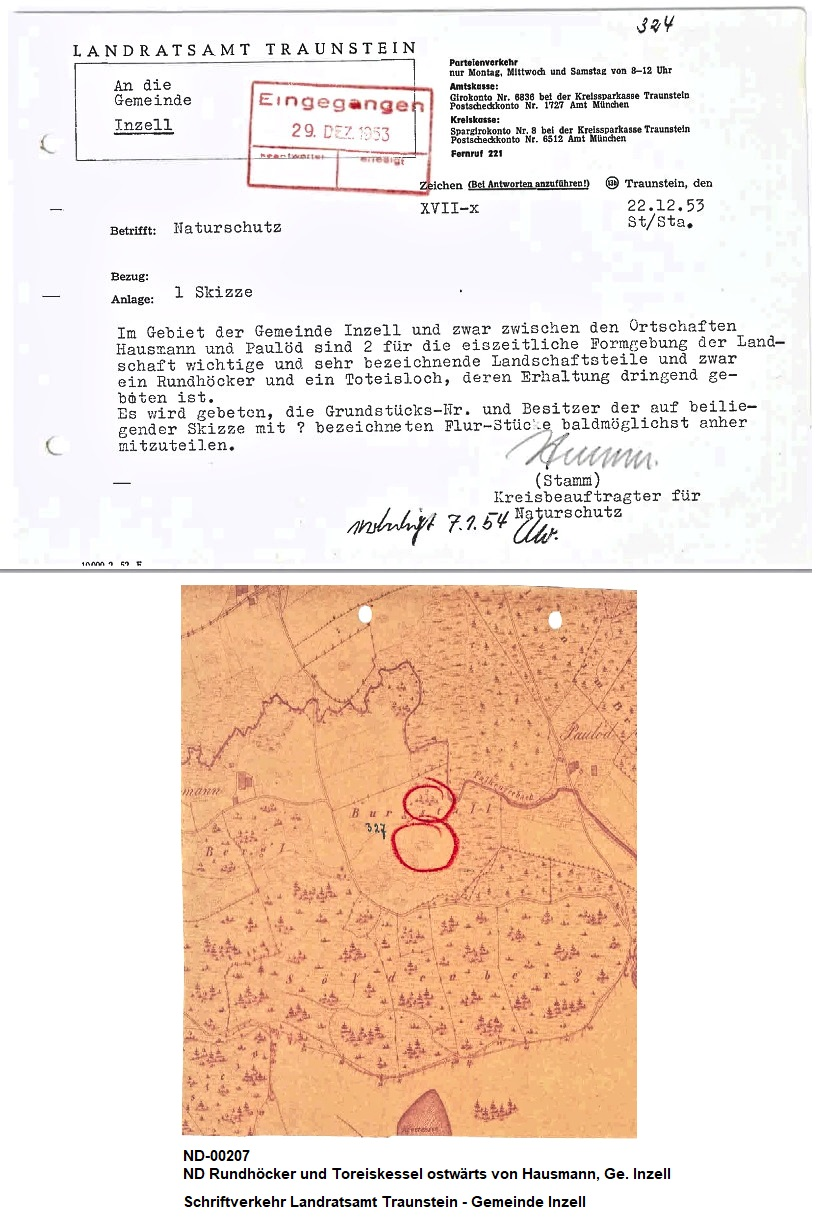
Schutzzweck

Zwei für die eiszeitliche Formgebung der Landschaft wichtige und sehr bezeichnende Landschaftsteile, ein Rundhöcker und ein Toteisloch, werden unter Schutz gestellt.

## Geologie
In der Geologischen Karte von Bayern (Bayerisches Geologisches Landesamt, Blatt 8241 Inzell) ist das betroffene Gebiet, im Westen begrenzt vom Falkensteigweg in Hausmann bis zum mäandernden Falkenseebach im Osten, dargestellt als, spät- bis postglaziale Schotterebene.
Der Rundhöcker ragt um ca. 16 m über die Schotterfläche auf und liegt auf derselben Geographische Breite wie die beiden, ca. 400 m entfernten Geotope Hausmann Ost und Hausmann West und ist lt. der Geologischen Karte aufgebaut aus Gesteinen die auch in den Geotopen beschrieben sind: Spatkalk und Roter Knollenflaserkalk (Ruhpoldinger Marmor).
Mehrere Bodensenken werden im Gegensatz zur Verordnung die von einem Toteiskessel spricht, in der Karte als Dolinen gekennzeichnet.

## Burgstall unter Denkmalschutz
Der Rundhöcker wird als Bodendenkmal unter der Aktennummer D-1-8242-0104 als „Burgstall des hohen Mittelalters“ geführt.

## Einzelnachweis
1. ↑  BayernAtlas - Schotterebene

Koordinaten: 47° 45′ 34,9″ N, 12° 45′ 57,2″ O